# Alex Lozowski
Pas d'image ? Cliquez ici

a Compétitions nationales et continentales officielles uniquement.

b Matchs officiels uniquement.
Dernière mise à jour le 8 mars 2025.
Alex Lozowski, né le 30 juin 1993 à Londres (Angleterre), est un joueur international anglais de rugby à XV jouant principalement aux postes de demi d'ouverture ou de centre aux Saracens depuis 2016.

## Biographie

### Jeunesse et formation
Alex Lozowski est le fils de Rob Lozowski, joueur des Wasps et de l'Angleterre dans les années 1980. Dans son adolescence, c'était un sportif polyvalent, jouant non seulement au rugby au centre de formation des Wasps mais aussi au football au centre de formation de Chelsea. Après avoir quitté la Watford Boys Grammar School, il entre à l'université de Leeds pour y étudier l'économie.

### Débuts de carrière à Leeds (2012-2014)
Alors qu'il était à l'université, Lozowski est sélectionné sur le banc de Leeds Carnegie pour leur match contre Pontypridd en British and Irish Cup au cours de la saison 2012-2013. Après avoir impressionné lors de ce match, il a été sélectionné comme membre de l'équipe première pour la saison 2013-2014 de Championship, la deuxième division anglaise. Au cours de cette saison, il a joué non seulement comme demi d'ouverture, mais aussi occasionnellement comme arrière et a fait 25 apparitions en marquant 8 essais et 195 points au total. En reconnaissance de ses performances au cours de la saison, Lozowski reçoit le prix du jeune joueur de la saison de Leeds. À la fin de cette saison, il quitte son club pour rejoindre les Wasps jouant alors en Premiership,.

### Passage aux Wasps (2014-2016)
Alex Lozowski rejoint les Wasps au début pour le début de la saison 2014-2015. Il joue très régulièrement pour l'équipe au cours de cette saison, sortant souvent du banc de touche pour remplacer Andy Goode. Il est également nommé pour le LV Breakthrough Player of the Season pour ses performances en Coupe anglo-galloise. Pour sa première année en première division, Lozowski dispute 20 matchs toutes compétitions confondues en marquant deux essais et 102 points au total. La saison suivante, en 2015-2016, il joue beaucoup moins, notamment à cause de la concurrence à son poste où jouent Ruaridh Jackson et Jimmy Gopperth, qui vient d'arriver en provenance du Leinster. Face à cette situation, il décide de quitter le club à la fin de sa deuxième saison.

### Domination du rugby anglais et européen avec les Saracens (2016-2020)
Après deux ans passés avec les Wasps, Alex Lozowski rejoint les Saracens à l'âge de 22 ans, et y signe un contrat à long terme. Pour sa première saison en 2016-2017, malgré la concurrence avec l'international anglais Owen Farrell, il joue 28 matchs toutes compétitions confondues dont 16 titularisations. Son équipe atteint dans un premier temps la finale de la Coupe d'Europe, où elle doit affronter ASM Clermont. Alex Lozowski débute la rencontre sur le banc des remplaçants, avant d'entrer en jeu à la place de l'Américain Chris Wyles à quelques minutes de la fin du match ; son équipe s'impose sur le score de 17-28,. Il remporte alors le premier titre de sa carrière. En championnat, les Saracens sont éliminés aux portes de la finale par Exeter, une défaite 18-16.
À l'issue de cette saison, il est sélectionné pour la première fois en équipe d'Angleterre par Eddie Jones, pour la tournée d'été en Argentine, dans un groupe avec dix-sept joueurs qui ne comptent aucune sélection. Il obtient sa première cape le 10 juin 2017 face à l'Argentine lorsqu'il est titularisé au centre en compagnie de Henry Slade pour une victoire 34-38. Il joue aussi le match suivant contre les Pumas en entrant en jeu en cours de partie à la place de Piers Francis. Les Anglais s'imposent de nouveau 25-35.
En début de saison 2017-2018, il est appelé en équipe nationale pour les match amicaux d'automne 2017. Il joue deux matchs : une victoire 21-8 contre l'Argentine et une large victoire 48-14 contre les Samoa, durant laquelle il marque un essai. Quelque temps plus tard, il est de nouveau sélectionné pour le Tournoi des Six Nations 2018. Il ne participe cependant à aucune rencontre de cette compétition où l'Angleterre termine cinquième. Ensuite, avec les Saracens, il est éliminé en quarts de finale de Coupe d'Europe par le Leinster. Cependant, le club se qualifie en finale du championnat et affronte Exeter. Pour ce match Alex Lozowski est titularisé au centre avec Brad Barritt, joue l'intégralité de la rencontre, et son équipe l'emporte 10-27,.
Au mois de juin 2018, il est sélectionné en équipe d'Angleterre pour la tournée estivale en Afrique du Sud, mais ne joue aucun match à cette occasion.
La saison suivante, en 2018-2019, les Saracens se qualifient dans un premier temps en finale de la Coupe d'Europe et affrontent les Irlandais du Leinster. Lozowski est titulaire et joue l'intégralité de la rencontre qui se termine par une victoire des siens 20 à 10,. Il remporte ainsi cette compétition pour la deuxième fois de sa carrière. De même en championnat, les Saracens atteignent la finale où ils jouent une fois de plus contre Exeter. Lozowski est de nouveau titulaire et joue tout le match. Comme l'an passé, son équipe l'emporte sur le score de 34 à 37,. Avec le XV de la Rose, il convoqué pour les tests internationaux d'automne 2018, durant lesquels il ne joue qu'un seul match, face au Japon. Il est titularisé au centre et joue une mi-temps ; son pays l'emporte 35-15.

### Prêt à Montpellier puis retour au sommet (depuis 2020)
Les Saracens réalisent une bonne saison 2019-2020 sur le plan sportif, cependant, le club est relégués administrativement en deuxième division à partir de la saison suivante à cause du non-respect du plafond salarial. Face à cette situation, Alex Lozowski prolonge son contrat de deux ans avec les Saracens, puis est immédiatement prêté au Montpellier HR pour la saison 2020-2021,, durant laquelle les Sarries jouent quant à eux en Championship, la deuxième division anglaise. Au MHR, il est recruté pour jouer à l'ouverture, où il est en concurrence avec l'international Sud-Africain Handré Pollard et Thomas Darmon. Son club se qualifie en finale du Challenge européen où il est opposé à Leicester. En finale, contre Leicester, il est titulaire au poste de demi d'ouverture et remporte ce match 17 à 18. Il fait ensuite son retour dans son club, aux Saracens.
En 2021-2022, pour le retour des Saracens dans l'élite du rugby anglais, il joue 24 matchs, dont 20 en tant que titulaire et marque 178 points. Son club est éliminé en demi-finale du Challenge européen par le RC Toulon. Cependant, en championnat il retrouve la finale de la compétition, trois ans après sa dernière, après avoir éliminé les Harlequins champions en titre. Pour cette finale face à Leicester, Alex Lozowski débute sur le banc des remplaçants avant d'entrer en jeu au retour de la mi-temps à la place de Sean Maitland. Finalement, les siens sont battus en toute fin de match à cause d'un drop de Freddie Burns.
La saison suivante, en 2022-2023, Les Saracens sont d'abord éliminés en quarts de finale de la Champions Cup par le Stade rochelais mais atteignent ensuite la finale du championnat. Il est titulaire lors de cette finale remportée 35-25 face aux Sale Sharks.
En février 2025, il est rappelé avec le XV de la Rose pour le Tournoi des Six Nations 2025, en remplacement de Cadan Murley blessé.

## Statistiques

### Internationales
Alex Lozowski connait sa première cape internationale le 10 juin 2017 lors d'un test international face à l'Argentine
| Année | Compétition | Matchs | Points | Essais |
| ----- | ----------- | ------ | ------ | ------ |
| 2017  | Test matchs | 4      | 5      | 1      |
| 2018  | Test matchs | 1      | -      | -      |
| Total | Total       | 5      | 5      | 1      |

## Palmarès
- Saracens
  - Vainqueur de la Coupe d'Europe en 2017 et 2019
  - Vainqueur du Championnat d'Angleterre en 2018, 2019 et 2023
  - Finaliste du Championnat d'Angleterre en 2022

- Montpellier HR
  - Vainqueur du Challenge européen en 2021